# كريو (روبوت)

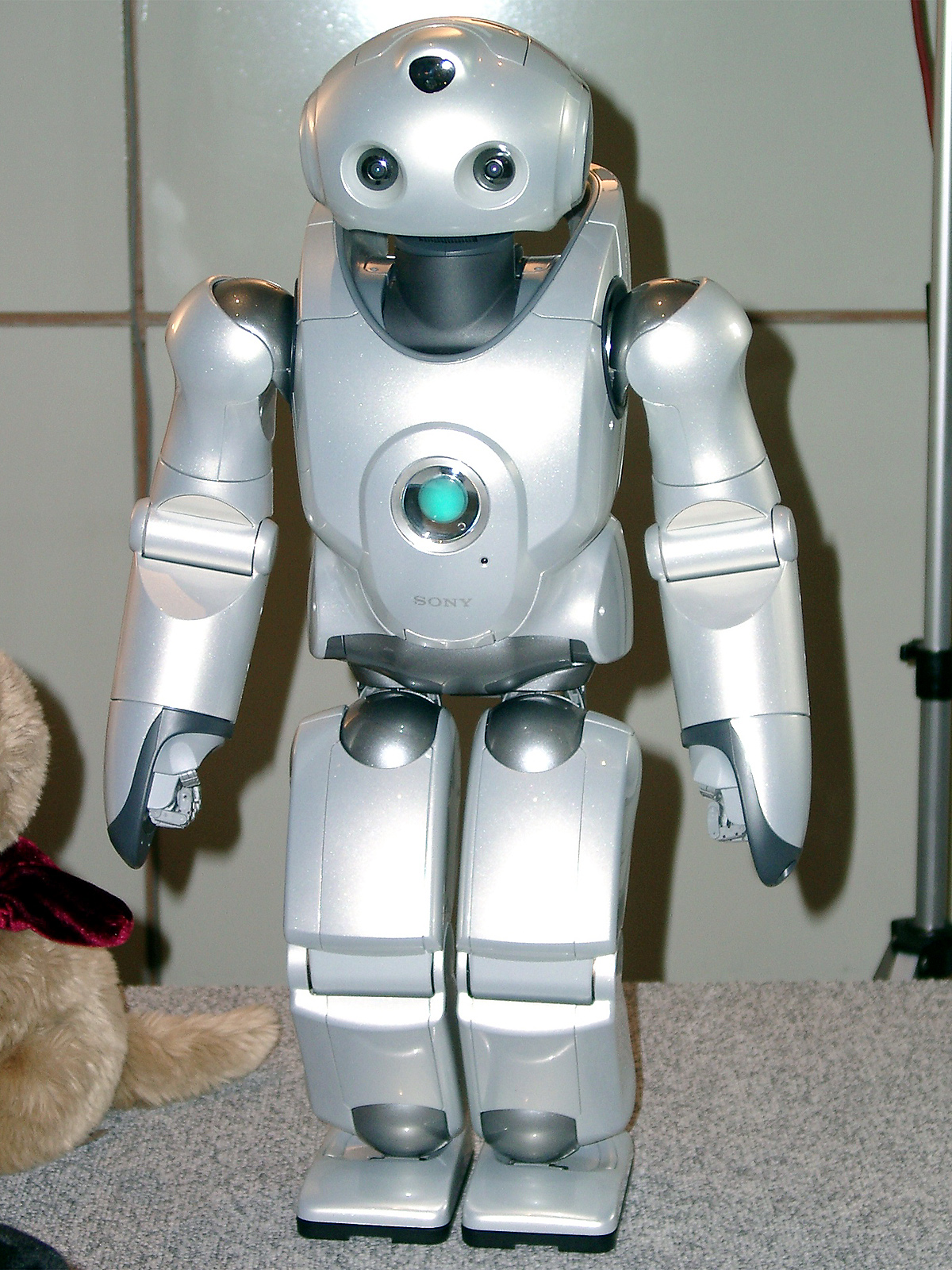
كريو أو روبوت الحلم لسوني من تصميم شركة سوني

كريو (الباحث عن الشغف) أو روبوت الحلم لسوني أو إس دي أر، روبوت ترفيهي بشري تم تطويره وتسويقه من قبل شركة سوني في عام 2003 استكمالا لبرنامجها الترفيهي أيبو، لكن لم يتم بيعه أبدا. يصل طول الروبوت حوالي 0.6 متر (2 قدم) ويبلغ وزنه 7.3 كجم (16 رطل).
تحت تسويق كريو تحت شعار «يجعل الحياة ممتعة، يجعلك سعيدا».
في 26 يناير 2006، في نفس اليوم الذي أعلنت فيه وقفها عن تصميم أيبو وغيرها من المنتجات، أعلنت سوني أنها ستتوقف عن تطوير كريو. قبل الإلغاء، تم الإعلان عن بداية تطوير واختبار القابلية للتوسع، بقصد أن تصبح متاحة تجاريًا في غضون ثلاث أو أربع سنوات.

## التطوير

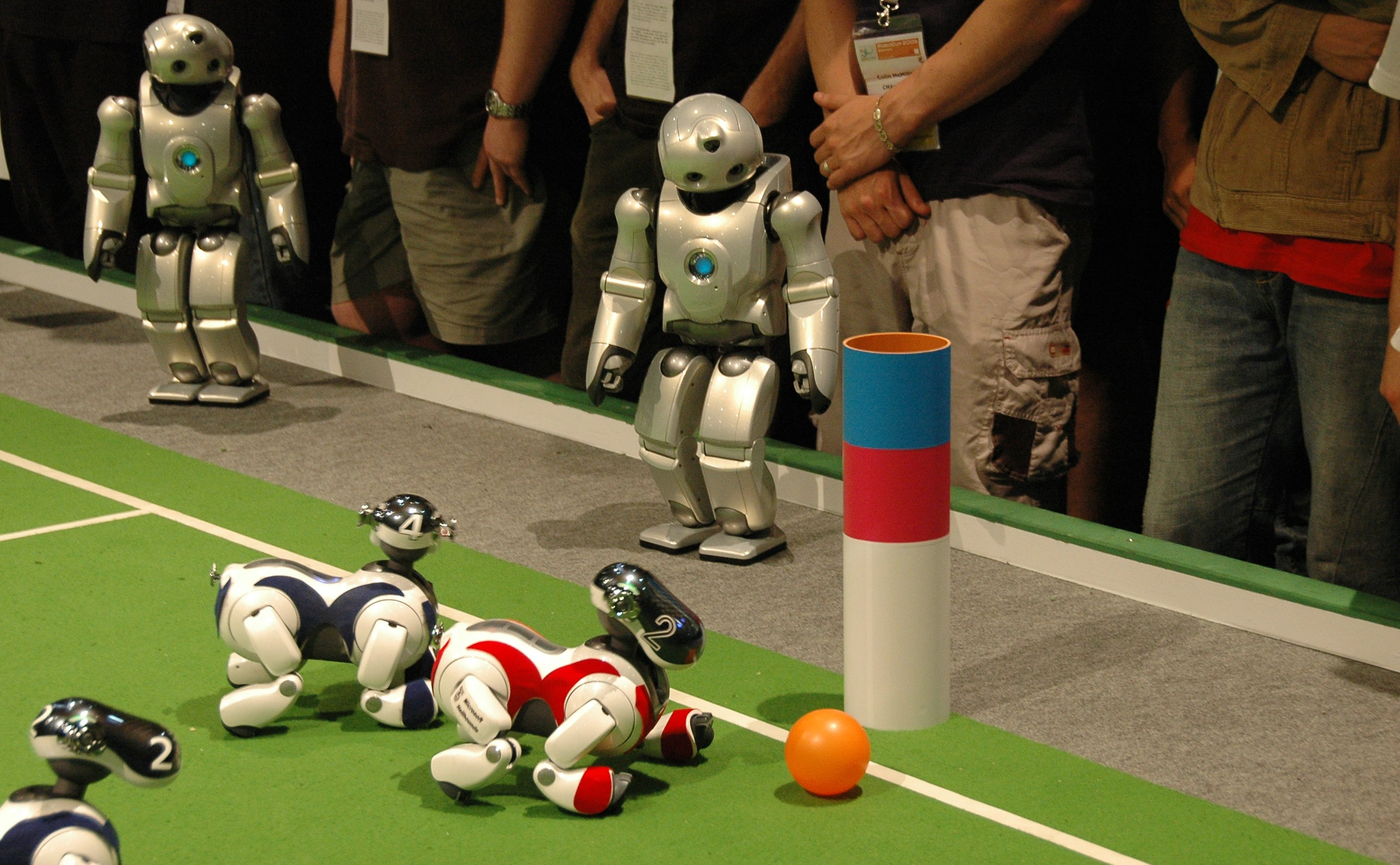
كريو يشاهد دوري الروبوتات

تم تطوير وتصنيع النماذج الأولية من روبوت كريو من قبل شركة سوني، لم يتم التصريح عن عدد تلك النماذج. تمت مشاهدة أكثر من عشرة روبوتات يرقصون معا، الأمر الذي أكده ممثل سوني في متحف العلوم في بوسطن، ماساتشوستس في 22 يناير 2006. كما يمكن العثور على العديد من مقاطع الفيديو تؤكد ذلك على شبكات الإنترنت.
تم عرض أربعة روبوتات كريو من الجيل الرابع وهي ترقص في فيديو Hell Yes الموسيقي من تسجيل الفنان بيك. تفتقر تلك النماذج الأولية إلى كاميرا ثالثة في وسط الجبهة والأيدي والمعصمين المحسنة التي تمت إضافتها إلى النماذج الأولية اللاحقة. استغرق الأمر ثلاثة أسابيع لبرمجة الرقصات الخاصة بهم.
لكريو القدرة على التعرف على الأصوات والأوجه مما يجعله قادرا على تذكر الأشخاص وتصنيفهم كمعجب بهم أم لا، كما يستطيع التحدث مع العديد من الأطفال كما يظهر في فيديو له. يستطيع كريو الجري بسرعة 23 سم/ ثانية، لذلك فهو أول روبوت يتم تسجيله في موسوعة غينيس للأرقام القياسية في عام 2005، كأول روبوت ذو قدمين قادر على الجري.
تدوم البطارية الداخلية للجيل الرابع من الروبوتات حوالي ساعة.

## في الخيال
في عام 2005، ظهر أربعة روبوتات كريو في الفيديو الموسيقي لـ "Hell Yes" لبيك وهي ترقص طوال الفيديو.
في سلسلة 2009 النهائية للمسلسل التلفزيوني باتلستار غالاكتيكا المعاد تصويره، يظهر كلا من الرقم السادس الافتراضي وبالتر في كودا على الأرض الحديثة معلقين على دورة العنف التي يديمها تفاعل الإنسانية مع «التكنولوجيا تسير على قدم وساق». يعرض المشهد الأخير مجموعة من روبوتات الحياة الواقعية، بدءًا من كريو سوني.

## وصلات خارجية
- الموقع الرسمي العالمي لشركة سوني
- أربع روبوتات كريو ترقص معا.
- تطور ربوتات كريو.